# Fräkentjärnen (Vilhelmina socken, Lappland)
Fräkentjärnen är en sjö i Vilhelmina kommun i Lappland och ingår i Ångermanälvens huvudavrinningsområde. Sjön har en area på 0,162 kvadratkilometer och ligger 369,2 meter över havet. Sjön avvattnas av vattendraget Aronsjöbäcken.

## Delavrinningsområde
Fräkentjärnen ingår i det delavrinningsområde (718015-153999) som SMHI kallar för Utloppet av Fräkentjärnen. Medelhöjden är 392 meter över havet och ytan är 2,22 kvadratkilometer. Räknas de 2 avrinningsområdena uppströms in blir den ackumulerade arean 16,31 kvadratkilometer. Aronsjöbäcken som avvattnar avrinningsområdet har biflödesordning 3, vilket innebär att vattnet flödar genom totalt 3 vattendrag innan det når havet efter 281 kilometer. Avrinningsområdet består mestadels av skog (79 procent) och sankmarker (14 procent). Avrinningsområdet har 0,16 kvadratkilometer vattenytor vilket ger det en sjöprocent på 7,1 procent.